# Senegalia laeta
Senegalia laeta, és una planta arbòria fabàcia. És planta nativa de l'Àfrica tropical incloent el Sahel. Abans estava inclosa dins del gènere Acacia com Acacia laeta.
Senegalia laeta és un arbust o arbret que fa fins 4-10m d'alt. La seva escorça és de color gris verdenc. Les seves fulles són doblement pinnades .Presenta espines aparellade. Les flors són blanques i molt flairoses. Els llegums són de color marró clar.
S'usa com farratgera.